# Bažant lesklý
Bažant lesklý (Lophophorus impejanus) je pták z čeledi bažantovitých, který žije v určitých oblastech Asie. Na celém světě je chován jako okrasný pták. Je národním ptákem Nepálu.

## Popis
Bažant lesklý je kyprý pták se silnýma nohama, krátkým ocasem a špičatým zobákem. Kohout váží asi 2,5 kg a je 70 cm dlouhý, z toho 23 cm připadá na ocas. Slípka je o něco menší. Kohout má hřebínek.

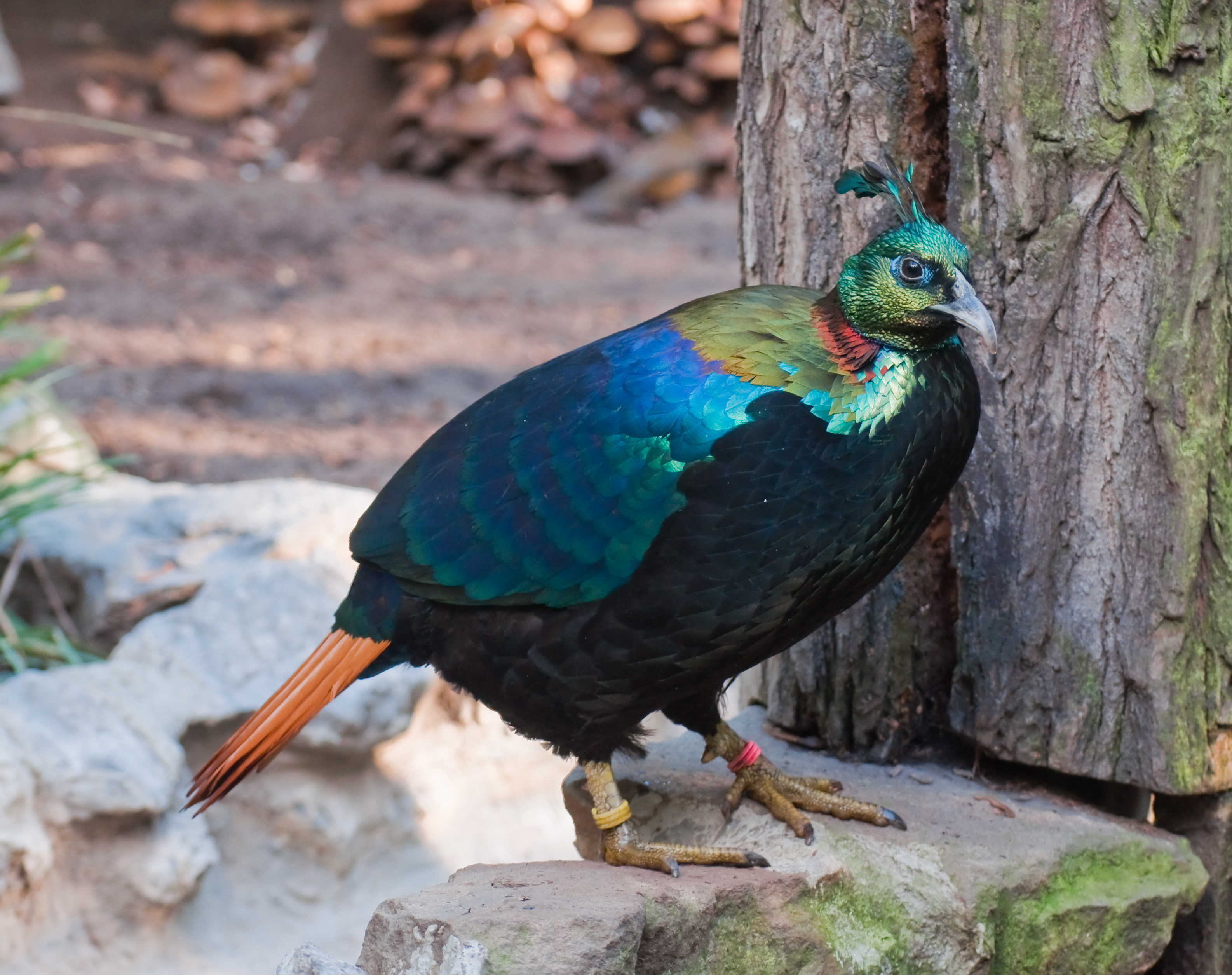
Kohout
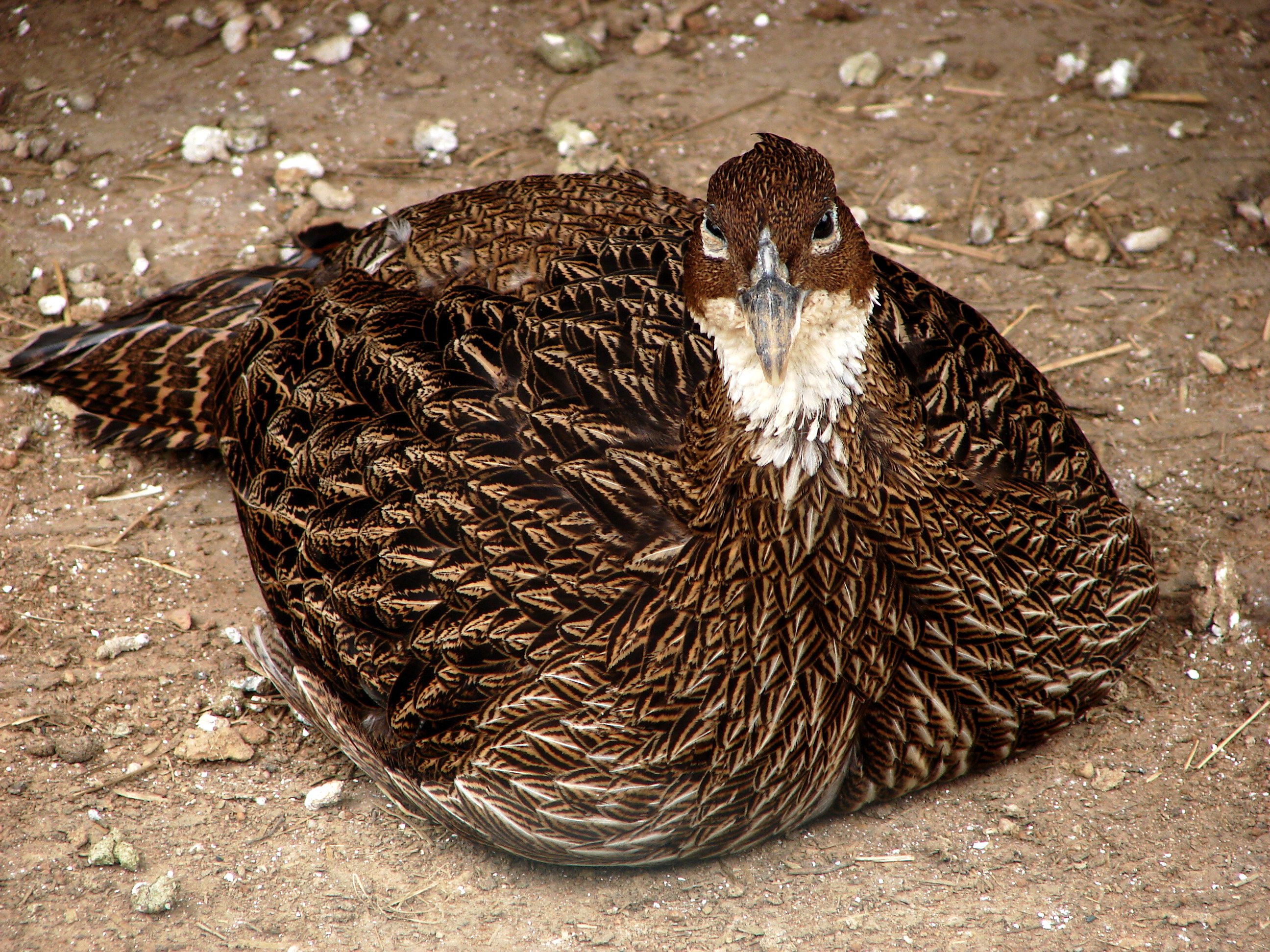
Slípka

Kohout je výrazně zbarvený duhově fialovou nebo modrou barvou na zádech a křídlech, hlava je olivově zelená, na krku jsou žluté, červené a tyrkysové prstence. Ocas je měděné barvy s černou spodní stranou. Slípka je většinou hnědá s černými pruhy s bílým krkem. Obě pohlaví mají kroužek kolem očí.

## Výskyt
Bažant lesklý je rozšířen v Himálajích od Bhútánu na východě až k Afghánistánu a Pákistánu na západě. Žije v nadmořské výšce v rozmezí od 2500 do 5000 metrů. Přírodním prostředím jsou dubové, borovicové a rododendronové lesy, které se nacházejí na jižních svazích Himálaje a Hindúkuše. V zimě, když napadne ve vyšší nadmořské výšce sníh, sestupují monoalové do nižších oblastí.

## Chování

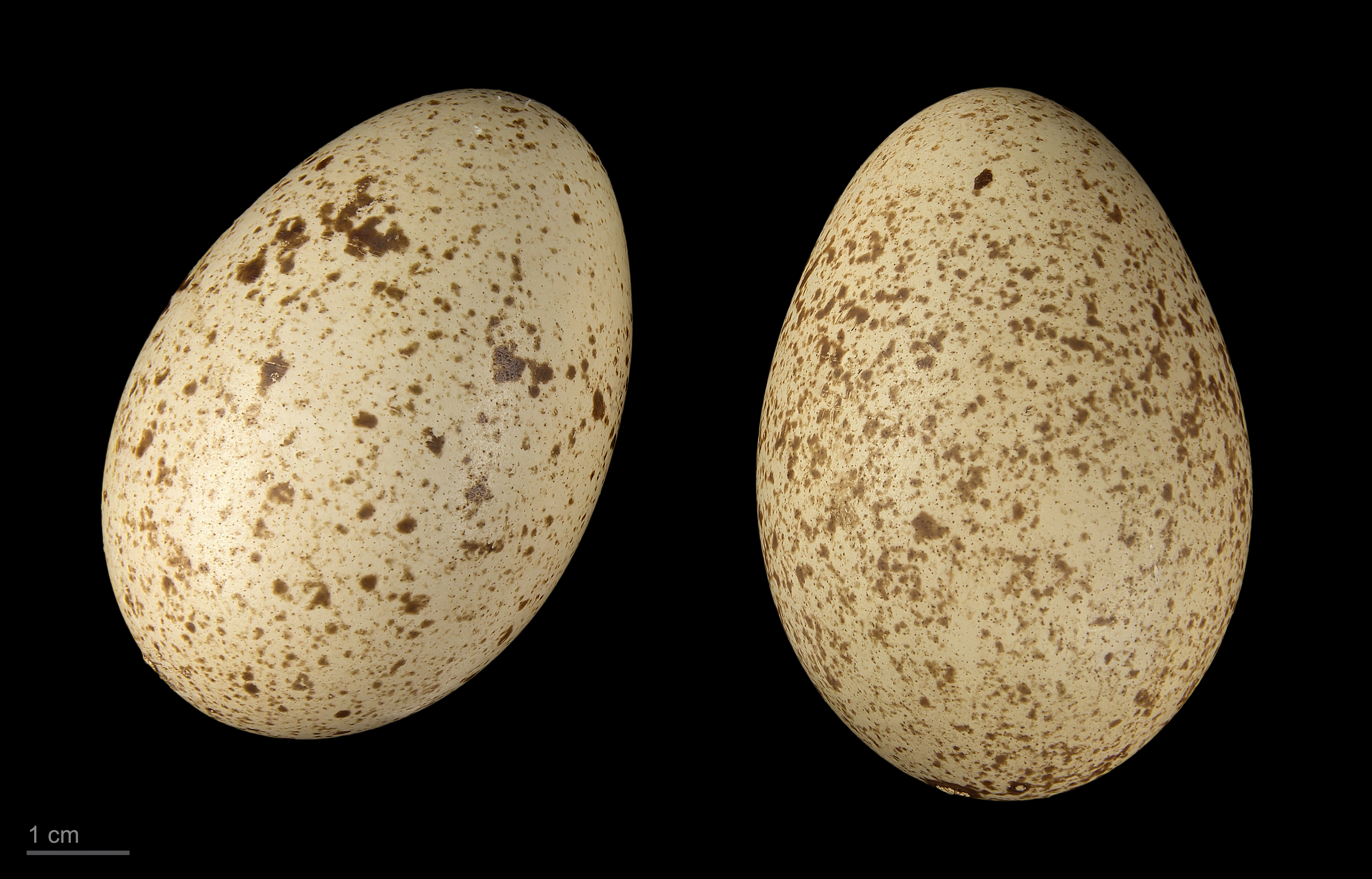
Vejce bažanta lesklého

Žijí v párech a mimo období páření v malých skupinách. V zimě tvoří větší skupiny.
Strava se skládá z kořenů, malých hlíz, semen, žaludů, bobulí a také z larev hmyzu, které vytahuje ze země zobákem. Bažanti často hledají potravu ve skupinkách po dvou nebo třech. Každá skupinka je tvořena ptáky stejného pohlaví.
V období páření kohouti hlasitým voláním lákají slípky. Kohout se snaží vypadat větší, pohybuje se s nataženým krkem, třese a houpá křídly. Navíc někdy nabízí slípce potravu nebo kamínky.
Hnízdo bývá ukryto v jamce pod křovím a je vyloženo listy, mechem a senem. Obsahuje čtyři až šest vajíček krémové barvy s červenohnědými skvrnami. Inkubační doba je 27 dní. Bažant lesklý je zcela vyvinutý ve dvou letech věku a dožívá se až dvaceti let.